# 540 Rosamunde
540 Rosamunde
540 Rosamunde là một tiểu hành tinh ở vành đai chính, thuộc nhóm tiểu hành tinh Flora. Nó được xếp loại tiểu hành tinh kiểu S. Nó có đường kính khoảng 19 km và cường độ phản chiếu ánh sáng là 0.243, và có thời gian quay vòng là 9.336 giờ.
Tiểu hành tinh này do Max Wolf phát hiện ngày 3.8.1904 ở Heidelberg, và được đặt theo tên
Rosamunde, nhân vật trong vở kịch Rosamunde do Franz Schubert soạn nhạc cách ngẫu nhiên.